# Numba Mwila
Numba Mwila (ur. 18 marca 1972, zm. 27 kwietnia 1993 u wybrzeży Gabonu) – zambijski piłkarz występujący na pozycji pomocnika. Był graczem klubu Nkana FC. W drużynie narodowej grał co najmniej od 1992 roku. Znajdował się na pokładzie samolotu, którym reprezentacja Zambii podróżowała do Senegalu na mecz kwalifikacji do Mistrzostw świata w 1994 roku. Maszyna runęła do wody u wybrzeży Gabonu. Zginęło wówczas 30 osób, w tym Mwila. Nikt nie ocalał.